# Mickey à l'exposition canine
Pour plus de détails, voir Fiche technique et Distribution.
Mickey à l'exposition canine (Society Dog Show) est un court-métrage d'animation américain des studios Disney, sorti le 3 février 1939 avec Mickey Mouse et Pluto.

## Synopsis
Mickey et Pluto assistent puis participent contre leur gré à une exposition canine. Pluto va porter secours à la chienne Fifi le pékinois.

## Fiche technique
- Titre original : Society Dog Show
- Titre français :  Mickey à l'exposition canine
- Série : Mickey Mouse
- Réalisation : Bill Roberts
- Animation : Al Eugster, Shamus Culhane, John Lounsbery
- Musique : Oliver Wallace
- Production : Walt Disney, John Sutherland
- Société de production : Walt Disney Productions
- Société de distribution : RKO Radio Pictures
- Format : Couleur (Technicolor) - 1,37:1 - Son mono (RCA Photophone)
- Durée : 8 min
- Langue : (en)
- Pays :  États-Unis
- Dates de sortie :  États-Unis : 3 février 1939[1]

## Distribution

### Voix originales
- Walt Disney : Mickey
- Pinto Colvig : Pluto

### Voix françaises

#### 1erdoublage (1988, VHS)
- Vincent Violette : Mickey Mouse

#### 2edoublage (1990)
- Jean-Paul Audrain : Mickey Mouse
- Jean-Henri Chambois : Le juge

#### 3edoublage (années 2010)
- Laurent Pasquier : Mickey Mouse
- Michel Laroussi : Le portier, le juge, le photographe

## Titre en différentes langues
- Allemagne : Die Hundeausstellung
- Argentine : El Espectáculo de la sociedad de perros
- Espagne : Exposición canina
- Suède : Pluto i eld och lågor

Source : IMDb